# Lancha semirrígida Duarry Super Cat
Las Super Cat son lanchas rápidas semirrígidas, con refuerzo de Kevlar en el casco para resistir el fuerte impacto que se produce al efectuar la varada en las playas. La propulsión la proporcionan dos motores fuera borda Yamaha de 90 cv de potencia que proporcionan una velocidad superior a los 40 nudos. La capacidad de transporte es de un pelotón completo, aunque la configuración más apropiada (10 o 6 hombres) depende del tipo de misión a realizar. El puesto de gobierno de la lancha se encuentra en mitad de la embarcación y es tripulada por un miembro especializado provisto de traje estanco para protegerle del agua. De momento se han adquirido 12 unidades con motor fueraborda y otras 6 unidades con la particularidad de que éstas disponen del motor en el interior del casco. Esta diferencia está motivada, principalmente, por los problemas que ocasionan los motores intraborda en la navegación por ríos o en la desembocadura de estos, ocasionando la entrada de residuos sólidos y lodos en las tomas de agua, produciendo el paro del motor. Por esta razón, se han adquirido embarcaciones con diferentes motorizaciones, intraborda para desembarcos en playas y fueraborda para todo tipo de desembarcos. Dotan a la Unidad de Embarcaciones Rápidas del Grupo de Armas Especiales.